# اتحاد كرة الطائرة الأسترالي
اتحاد الكرة الطائرة الأسترالي، المعروف أيضا باسم الكرة الطائرة أستراليا هو الهيئة الوطنية للكرة الطائرة في أستراليا. تأسست في عام 1963.

## روابط خارجية
- الموقع الرسمي